# Lonnie Youngblood
Lonnie « Youngblood » (de son vrai nom Lonnie Thomas), né le 3 août 1941 à Augusta (Géorgie) est un saxophoniste américain, surtout connu pour ses enregistrements avec Jimi Hendrix.

## Biographie
Le premier travail professionnel de Youngblood est l'accompagnement de Pearl Reeves en 1959. Le premier enregistrement solo de Youngblood, Heartbreak, est un grand succès : grâce à lui, il a l'occasion de diriger les musiciens de  Faye Adams, Buster Brown, et Baby Washington. Yooungblood intervient aussi régulièrement sur les campus universitaires dans les années 1960, en particulier pour la fraternité Alpha Delta Phi de Dartmouth College sur lequel la Maison Delta du film Animal House est en grande partie basée.
En 1966 Youngblood joue avec Hendrix et d'autres chanteurs pour le producteur Johnny Brantley. Ces séances fournissent à  Youngblood les singles Goodbye, Bessie Mae/ Soul Food (That's What I Like) et Go Go Shoes/Go Go Place (Parts 1 & 2). Une photographie montre aussi Youngblood et Hendrix improvisant ensemble à New York en 1969. Les deux hommes restent amis jusqu'à la mort de Jimi Hendrix en 1970. Youngblood joue aussi de temps en temps avec le groupe de  Curtis Knight et Hendrix, Curtis Knight and the Squires.
Mais à la fin des années 1960, Youngblood travaille surtout en accompagnement de  James Brown, Jackie Wilson, Ben E. King, Sam & Dave, et d'autres grands noms de la soul.
Lonnie Youngblood  est surnommé le « Prince of Harlem ».
Avec le succès de Hendrix les maisons de disques se sont emparées des enregistrements datant d'avant l'Experience et les ont présenté sous des aspects de nouveauté ou en laissant planer un flou volontaire sur les dates des enregistrements. Sans la renommées de Jimi, ils n'auraient jamais été diffusés.

## Discographie
- Go go shoes / Go go place, Fairmount Records F-1002, 1966[1].

- Soul food (That's a What I Like) / Goodbye, Bessie Mae, Fairmount Records F-1022, 1967[1].

- African twist - Part 1 / African twist - Part 2, Loma Records 2081, octobre 1967[2].

Lonnie Youngblood a produit quatre albums dans les années 1970 et 1980 :
- Live At The Sugar Shack  en 1971, Sweet Sweet Tootie en 1973 et Lonnie Youngblood en 1977, tous les trois sous le label  Turbo Records.

- En 1981, Feelings, sous le label WEA Records[3].